# 700 de La Gauchetière
700 De La Gauchetière (originalmente llamado Tour Bell) es un rascacielos de oficinas en Montreal. Fue construido en 1983, mide 128 metros de altura y tiene 28 plantas. Es obra de la arquitecta estadounidense Sylvia Gottwald-Thapar. 

## Descripción
Está ubicado en el 700 rue de la Gauchetière. Está conectado con la Torre del Banco Nacional de Canadá, un edificio idéntico en estética y altura y casi gemelo en construcción (es menos ancho), diseñado por el mismo arquitecto y que está en el número 600. El conjunto se llama Complexe Maisonneuve.
Albergaba la sede del grupo de telecomunicaciones Bell Canada. En la actualidad su principal inquilino es Aon Corporation. 
Su altura es idéntica a la Tour Scotia, que tiene el mismo número de pisos, lo que la ubica empatada en el puesto 15 por su altura.
Su material principal es el acero y su estilo está calificado como moderno.